# Franka
Franka es una serie de cómics holandesa dibujada y escrita desde mediados de los años 70 por el artista gráfico Henk Kuijpers. La protagonista es una joven detective holandesa que resuelve misterios en lugares exóticos. 
Franka se ha traducido a diferentes idiomas, incluyendo el alemán, el francés, el español, el  gallego, el catalán, el danés, el sueco y el finés.

## Protagonista
Franka (Francesca Victoria), el personaje principal que da nombre a la serie, es una detective privada joven, atractiva y aventurera. Vive en una Holanda ligeramente ficticia, y desde el álbum de 1993 De Vlucht van de Atlantis, Franka es residente oficialde Ámsterdam (anteriormente vivía en la ficticia Groterdam). Los casos que resuelve suelen desarrollarse en el mundo del arte, las antigüedades, la moda y el cine, y a menudo tienen lugar en lugares exóticos llenos de contrabandistas, piratas y turbios hombres de negocios. 
Las mujeres dominantes son un tema recurrente de la serie, de manera similar a algunos cómics franco-belgas comoYoko Tsuno. Después de mucho tiempo soltera, en los últimos volúmenes Franka encuentra pareja e interés amoroso en el ladrón de arte rehabilitado Rix. En la mayoría de ocasiones, también aparece acompañada de su perro Bars. 
Curiosamente, Franka no era la protagonista de la primera aventura de la serie (que constituye la primera parte del Volumen 1: Het Misdaadmuseum). En esta aventura el personaje principal es Jarko (que en los siguientes volúmenes va perdiendo protagonismo), y Franka sólo es una secretaria del Museo del Crimen. Sin embargo, en la segunda aventura del primer volumen, Franka ya se convierte en el personaje principal, aunque no tan exclusivamente como en los siguientes volúmenes. 

## Estilo de dibujo
Franka es un ejemplo del estilo de línea clara asociado habitualmente a los cómics europeos, y el estilo de dibujo de Kuijpers destaca por su calidad artística, la particular claridad de la línea y el detalle meticuloso de elementos como los coches y los edificios. Las viñetas suelen incluir pequeños detalles adicionales o humorísticos que no son relevantes para la línea argumental principal. 
El estilo de dibujo se va desarrollando significativamente desde los primeros cómics, donde por ejemplo los personajes tienen los ojos grandes y el cuerpo desproporcionado, a las figuras más realistas de los siguientes volúmenes, hasta el aspecto más estilizado de los últimos álbumes. También cambia la representación visual de las chicas: la Franka de los últimos volúmenes es un ser más sexual que en los primeros volúmenes, donde sólo tenía amigos pero nunca parejas. Mientras que los primeros cómics raramente es mostraba la desnudez, el resto de volúmenes se juega con posturas eróticas, y los últimos álbumes muestran a Franka y otros personajes desnudos. El acto sexual, sin embargo, sólo se insinúa.

## Publicación

### Historia de la publicación
Franka apareció originalmente en la revista infantil Pep en 1974. Al año siguiente la revista se fusionó con Sjors para formar el semanario Eppo. Franka se convirtió en uno de los fijos de la revista, publicándose durante los siguientes once años, con la excepción de 1984. En 1988 Eppo se convirtió en Sjors & Sjimmie, pero Franka no reapareció hasta el año siguiente. Desde principios de 1992 se vuelve a publicar un álbum anual de la serie. Después de que Sjors & Sjimmie (o Sjosji como se conocía desde 1994) dejó de publicarse en 1999, Franka comenzó a publicarse en su propia revista en línea. En 2009 se rescató Eppo en forma de cómic quincenal, haciendo la crónica de las nuevas aventuras de varios personajes del pasado, incluida Franka. 
A partir de los 90, Franka también se publicó en forma de serie en la revista Veronica Magazine (del canal Veronica TV), que con ventas semanales de más de un millón de ejemplares era una de las publicaciones holandesas más difundidas. 
Las aventuras de los volúmenes previos suelen aparecer en referencias en volúmenes siguientes, aunque pueden leerse de forma independiente.

### Álbumes de la serie oficial
Los siguientes álbumes corresponden a las ediciones holandesas. Del volumen 1 al volumen 8 la editorial era Oberon, del volumen 9 al 15, Big Balloon, y desde el volumen 16 Franka BV. 
1. Het Misdaadmuseum (1978) 
2. Het Meesterwerk (1978) 
3. De Terugkeer van de Noorderzon (1978) 
4. De Wraak van het Vrachtschip (1979) 
- El volumen 3 y el volumen 4 forman un solo episodio

5. Circus Santekraam (1981) (incluye el episodioAnimal Day). 
6. Het Monster van de Moerplaat (1982) (incluye los episodios Pyromaniac y Saboteur. 
7. De Tandas van de Draak (1984) 
8. De Ondergang van de Donderdraak (1986) 
- El volumen 7 y el volumen 8 forman un solo episodio

9. Moordende Concurrentie (1990) 
10. Gangsterfilm (1992) 
11. De Vlucht van de Atlantis (1993) 
12. De Blauwe Venus (1994) 
13. De Dertiende Letter (1995) 
14. Het Portuguese Goudschip (1996) 
15. De Ogen van de Roerganger (1997) 
- El volumen 14 y el volumen 15 forman un solo episodio

16. Suce Verzekerd (1999) 
17. Eigen risico (2001) 
- El volumen 16 y el volumen 17 forman un solo episodio

18. Kidnap (2004) 
19. Het zwaard van Iskander (2006) 
20. De Witte Godin (actualmente en publicación serializada en Eppo) 
- El volumen 19 y el volumen 20 son las dos primeras partes de la trilogía De reis van de Ishtar

21. "Het Zilveren Vuur" (2010)
Guion y dibujo : Henk Kuijpers - Color : Studio Léonardo Vittorio
22. "Onderwereld" (2012)
Guion y dibujo : Henk Kuijpers - (ISBN 978-90-76706-43-6)